# Những buổi tối ở thôn ấp gần Dikanka
Những buổi tối ở thôn ấp gần Dikanka (tiếng Ukraina: Вечори на хуторі біля Диканьки, tiếng Nga: Вечера на хуторе близ Диканьки) là tập truyện ngắn đầu tiên trong sự nghiệp sáng tác của nhà văn Nikolai Gogol. Tác phẩm được viết từ năm 1829 đến 1832 và xuất bản thành hai tập.

## Nội dung

### Tập Một
- Hội chợ Sorochintsï
- Buổi tối vào đêm trước lễ Thánh Ivan Kupala
- Đêm tháng Năm, hay Người chết đuối
- Lá thư thất lạc

### Tập Hai
- Đêm trước Giáng sinh
- Cuộc báo thù rùng rợn
- Ivan Fyodorovich Shchponka và người cô
- Mảnh đất bị trù ém

## Chuyển thể
- Những buổi tối ở thôn ấp gần Dikanka (phim, 1961)
- Những buổi tối ở thôn ấp gần Dikanka (phim, 2001)